# Slag om Wenen
De Slag om Wenen of Weens Offensief was een strijd tussen het Rode Leger en de Duitse Wehrmacht in Wenen en het Wienerwald en duurde van 16 maart tot 15 april 1945.

## Achtergrond
Na de Slag om Boedapest en de mislukking van Operatie Frühlingserwachen trok het 6e Pantserleger zich in etappes terug naar het gebied om Wenen. De Duitsers bereidden wanhopig defensieve posities voor om te pogen de stad te beschermen tegen de snel oprukkende Sovjets.
Tijdens de lente van 1945 was de opmars van de 3e Oekraïense Front onder de Sovjetgeneraal Fjodor Tolboechin die aan beide zijden van de Donau door West-Hongarije oprukte in een stroomversnelling geraakt.
Op 30 maart 1945 staken de oprukkende Sovjettroepen de rivieren Hron en Nitra over en veroverden ze Sopron en Nagykanizsa. Ten slotte staken ze de grens van Hongarije met Oostenrijk over. Tolboechin was nu klaar om op te rukken in Oostenrijk en Wenen te veroveren.

## De slag
Op 2 april 1945 ontkende Radio Wenen dat de Oostenrijkse hoofdstad tot open stad was verklaard. Op dezelfde dag naderden de Sovjet-troepen Wenen vanuit het zuiden nadat ze eerder Wiener Neustadt, Eisenstadt, Neunkirchen en Gloggnitz hadden bezet. Baden en Bratislava werden op 4 april 1945 bezet.
(Het gebruik van de woorden 'bezet' in plaats van 'bevrijdt' roept vragen op)
Nadat ze in het gebied van Wenen waren gearriveerd omsingelde, belegerde en viel het 3e Oekraïense Front de stad aan. Betrokken bij de aanval waren het Sovjet 4e Gardeleger, het Sovjet 6e Garde Tankleger, het Sovjet 9e Gardeleger en het Sovjet 46e Leger. De Oostenrijkse Verzetsgroep O5 geleid door Carl Szokoll wilde Wenen van vernietiging besparen en probeerde actief de Duitse verdedigingen te saboteren om de intocht van het Rode Leger te ondersteunen.
De enige belangrijke Duitse strijdmacht die tegenover de Sovjets stond was het Duitse II.SS-Panzerkorps van het 6e Pantserleger samen met bijeengeraapte troepen uit het garnizoen en uit de eenheden van de luchtbescherming. De verdediging van Wenen werd geleid door generaal Rudolf von Bünau met de eenheden van de II.SS-Panzerkorps onder bevel van SS-generaal Wilhelm Bittrich.
De slag om de Oostenrijkse hoofdstad wordt in sommige gevallen gekenmerkt door hevige stadsgevechten, maar er waren ook delen in de stad waar de Sovjets weinig tegenstand ondervonden. De Zesde Panzerdivision verdedigde vanuit het Praterpark. In het zuiden van de stad lagen de 2de en 3de SS-Panzerdivisionen en in het noorden lag de Führer-Grenadierdivision. De Sovjets vielen Wenen binnen vanuit de oostelijke en zuidelijke buitenwijken met het 4de Gardeleger en delen van het 9de Gardeleger Wenen. De Duitse verdedigers hielden de Sovjets tot 7 april uit de zuidelijke buitenwijken van de stad. Echter na het succesvol bereiken van diverse steunpunten in de zuidelijke buitenwijken, rukten de sovjets op 8 april de westelijke buitenwijken binnen met het 6de Garde Tankleger en het grootste deel van het 9de Gardeleger. De westelijke buitenwijken waren vooral van belang voor de Sovjets omdat het centraal station van Wenen zich daar bevond. Het sovjetsucces in de westelijke buitenwijken leidde snel tot infiltratie in de oostelijke en noordelijke buitenwijken later op de dag. Ten noorden van de Donau rukte het 46ste Leger door de noordelijke buitenwijken op naar het westen. Centraal-Wenen was nu van de rest van Oostenrijk afgesloten.
Op 9 april begonnen de Sovjets met de infiltratie in het centrum van de stad, maar de straatgevechten duurden nog enkele dagen voort. In de nacht van 11 april bestormde het 4de Gardeleger de Donau-kanalen met het 20e Gardekorps en het 1ste Gemechaniseerde Korps die richting de Reichsbrücke oprukten. In een coup de main landden op 13 april troepen van de 80ste Gardedivisie en de 7e Garde Luchtlandingsdivisies op beide zijde van de brug waar ze de ontstekingsdraden doorknipten en de brug veiligstelden. Hoewel andere belangrijke bruggen wel waren verwoest. Wenen viel uiteindelijk op 13 april 1945 toen de laatste verdedigers van de stad zich overgaven. Het II SS Pantserkorps van Bittrich was in staat in de avond van 13 april uit te breken naar het westen om omsingeling te voorkomen. Op dezelfde dag nam het 46ste Leger Essling in en er landden marine-infanterie-eenheden bij Klosterneuburg.
Terwijl de straatgevechten op 8 april in de zuidelijke en westelijke buitenwijken van Wenen verhevigden, rukten andere troepen van de 3e Oekraïense Front op voorbij Wenen richting Linz en Graz.

## Nasleep

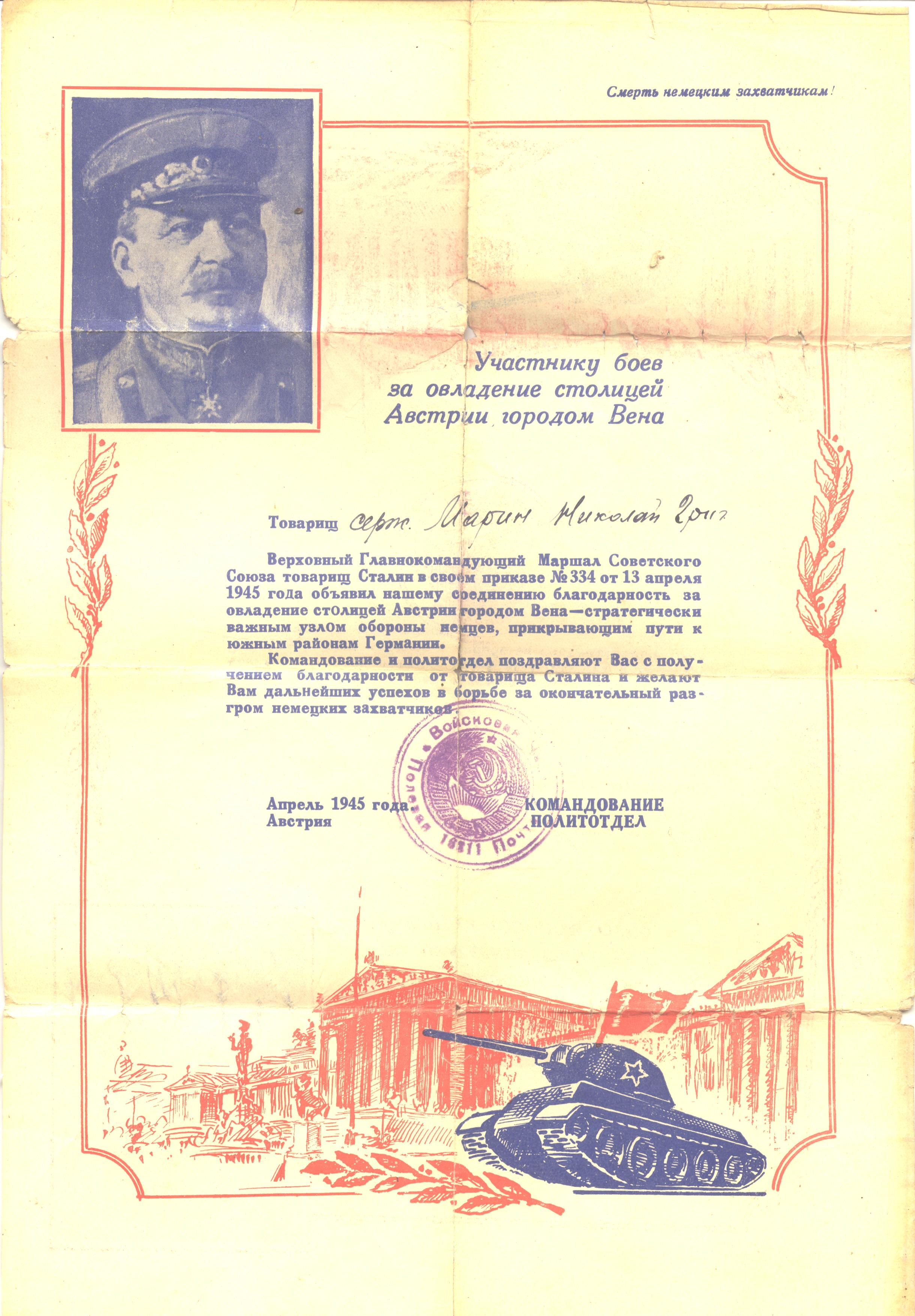
Dankbaarheid van Stalin aan een van de deelnemers aan de slag

Op 15 april 1945 rukten de legers van het 3e Oekraïense Front verder Oostenrijk binnen. De compleet vermoeide overblijfselen van wat het 6e Pantserleger was werden gedwongen te vluchten naar een gebied tussen Wenen en Linz. Net achter de terugtrekkende Duitsers waren delen van het Sovjet 9e Gardeleger en het Sovjet 46e Leger. Het Sovjet 26e Leger en het Sovjet 27e Leger rukte, op naar het gebied ten noorden van Graz, net achter het terugtrekkende Duitse Zesde Leger. Het Sovjet 57ste Leger en het Bulgaarse 1ste Leger rukten ten zuiden naar Graz op, vlak achter het terugtrekkende Duitse 2e Pantserleger. Geen van deze Duitse legers was alleen in staat om de oprukkende Sovjets-troepen tijdelijk tot stilstand te brengen.
Enkele van de mooiste gebouwen van Wenen lagen na de slag in puin. Er was geen water, elektriciteit of gas en bendes van buitenlanders of Oostenrijkers plunderden en vielen weerloze burgers aan vanwege afwezigheid van politie. Terwijl de Sovjet-aanvalstroepen zich in het algemeen gedroegen, was de tweede golf van Sovjettroepen die in de stad arriveerde slecht gedisciplineerd. Die troepen gingen zich te buiten aan plundering en verkrachting.
Net als Bittrich kon generaal von Bünau aan Sovjet-gevangenschap ontsnappen voordat Wenen viel. Van 16 april 1945 tot aan de Duitse capitulatie leidde hij het Korps Bünau en gaf zich uiteindelijk op 8 mei over aan de Amerikanen. Von Bünau was tot april 1947 krijgsgevangene. Bittrich, die zich ook aan de Amerikanen overgaf, bleef tot 1954 krijgsgevangene. Fjodor Tolboechin ging tot 1949 door met zijn commando over de sovjet Zuidelijke Groep van Eenheden en de Transkaukasisch militair district.
De Oostenrijkse politicus Karl Renner richtte in april 1945 een Voorlopige Regering in Wenen op met de stilzwijgende goedkeuring van de Sovjets en verklaarde de Oostenrijkse afscheiding van Duitsland.